# Fayette County (Kentucky)
Fayette County is een county in de Amerikaanse staat Kentucky.
De county heeft een landoppervlakte van 737 km² en telt 260.512 inwoners (volkstelling 2000). De hoofdplaats is Lexington.

## Bevolkingsontwikkeling

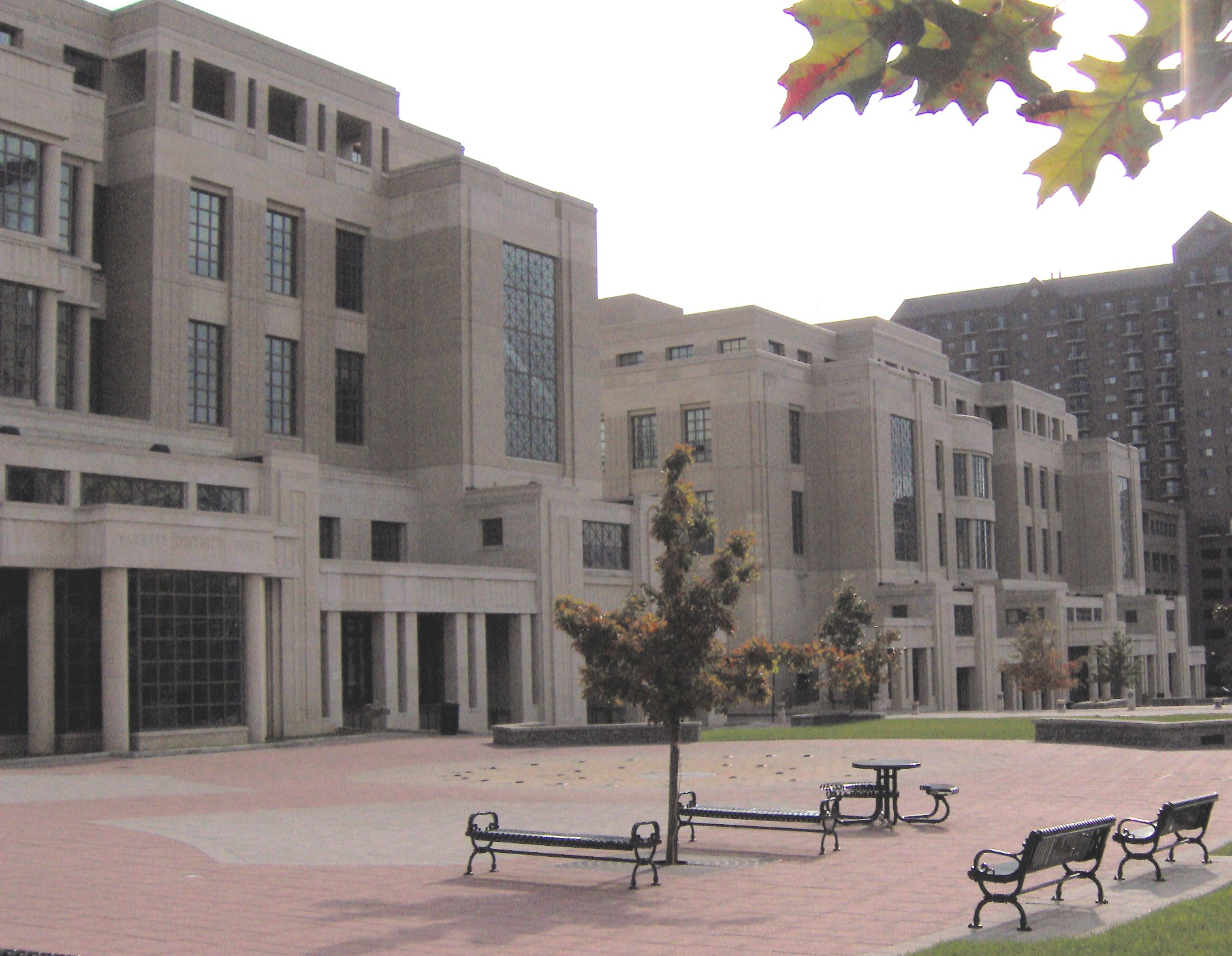
Robert F. Stephens Courthouse, Fayette County